# Курнаковит
Курнакови́т — редкий вторичный минерал, модификация индерита, водный борат магния. 
Открыт в 1940 году в Казахстане (Атырау) и назван в честь советского минералога и химика Н. С. Курнакова (1860—1941).

## Свойства
Цвет белый. Плеохроизм отсутствует. Дисперсия 0,036. В воде нерастворим, растворяется в тёплых кислотах.
Состав (%): 14,40 — MgO; 37,32 — B2O3; 48,28 — H2O.
Встречается в виде мелких бесформенных зёрен, иногда включённых в другие бораты. Наиболее обычен в виде плотных зернистых агрегатов. Кристаллы курнаковита очень редки, они имеют таблитчатую форму. Ассоциируется с гипсом, галитом, ссайбелиитом и другими боратами. Теряет воду при нагревании до 60°—160 °C. Образуется в результате гидратации за счет калиборита и гидроборацита в залежах боратов осадочного происхождения.

## Месторождения
Помимо Казахстана, встречается в США (Калифорния), Турции (Анатолия), Китае (Тибет).

## Применение
Минерал редкий, промышленного значения не имеет. Ценится коллекционерами. 